# Euseius obispensis
Euseius obispensis är en spindeldjursart som beskrevs av Nilda E. Aponte och D. McMurtry 1997. Euseius obispensis ingår i släktet Euseius och familjen Phytoseiidae. Inga underarter finns listade i Catalogue of Life.